# Ramadan Darwish
Ramadan Darwish Ramadan Darwish (arab. رمضان درويش رمضان درويش ;ur. 29 stycznia 1988) – egipski judoka. Trzykrotny olimpijczyk. Zajął siódme miejsce w Rio de Janeiro 2016, dziewiąte w Tokio 2020 i siedemnaste w Londynie 2012. Walczył w wadze półciężkiej.
Brązowy medalista mistrzostw świata w 2009, piąty w 2011 i 2018; uczestnik zawodów w 2010, 2013, 2014, 2017 i 2019. Startował w Pucharze Świata w latach 2009-2011, 2014, 2015 i 2016. Złoty medalista igrzysk afrykańskich w 2019 i drugi w 2011. Zdobył dwanaście medali mistrzostw Afryki w latach 2009 - 2020. Triumfator igrzysk śródziemnomorskich w 2009, 2013 i 2018 roku.

## Letnie Igrzyska Olimpijskie 2012
| Konkurencja | Eliminacje            | Klas. końcowa |
| Konkurencja | Przeciwnik I          | Miejsce       |
| ----------- | --------------------- | ------------- |
| 100 kg      | Thierry Fabre (FRA) P | 17.           |

## Letnie Igrzyska Olimpijskie 2016
| Konkurencja | Eliminacje              | Eliminacje              | Eliminacje            | Repasaże                  | Klas. końcowa |
| Konkurencja | Przeciwnik I            | Przeciwnik II           | 1/4                   | Przeciwnik I              | Miejsce       |
| ----------- | ----------------------- | ----------------------- | --------------------- | ------------------------- | ------------- |
| 100 kg      | Dominic Dugasse (SEY) Z | José Armenteros (CUB) Z | Elmar Qasımov (AZE) P | Karl-Richard Frey (GER) P | 7.            |

## Letnie Igrzyska Olimpijskie 2020
| Konkurencja | Eliminacje                | Eliminacje                  | Klas. końcowa |
| Konkurencja | Przeciwnik I              | Przeciwnik II               | Miejsce       |
| ----------- | ------------------------- | --------------------------- | ------------- |
| 100 kg      | Shah Hussain Shah (PAK) Z | Warlam Liparteliani (GEO) P | 9.            |